# JD Vance
James David Vance (tên khai sinh James Donald Bowman; sinh ngày 2 tháng 8 năm 1984) là Phó Tổng thống thứ 50 và là đương nhiệm của Hoa Kỳ. Trước đó ông từng là Thượng Nghị sĩ Hoa Kỳ đến từ Ohio từ năm 2023, ông cũng từng là tác giả, nhà đầu tư mạo hiểm. Là thành viên của Đảng Cộng hòa, ông được Donald Trump, cựu tổng thống thứ 45 của Hoa Kỳ chọn là ứng viên phó tổng thống được đề cử vào ngày 15 tháng 7, 2024.
Trump và Vance giành chiến thắng trong cuộc Bầu cử tổng thống Hoa Kỳ 2024. Vance là Phó Tổng thống trẻ thứ 3 trong lịch sử Mỹ, và là thành viên đầu tiên thuộc thế hệ Millennial giữ chức vụ này.

## Thượng Nghị sĩ Hoa Kỳ

### Bầu cử 2022
Vào đầu năm 2018, Vance đã cân nhắc việc ra tranh cử vào Thượng viện Hoa Kỳ chống lại Sherrod Brown, nhưng ông đã quyết định không làm vậy. Vào tháng 3 năm 2021, Peter Thiel đã trao 10 triệu đô la cho Protect Ohio Values, một siêu PAC được thành lập vào tháng 2 để hỗ trợ cho ứng cử viên tiềm năng của Vance; Robert Mercer cũng đã trao một số tiền không được tiết lộ. Vào tháng 4, Vance bày tỏ sự quan tâm đến việc tranh cử vào ghế Thượng viện do đảng viên Cộng hòa Rob Portman bỏ trống. Vào tháng 5, ông đã thành lập một ủy ban thăm dò. Vance là đồng minh của nhà gây quỹ Đảng Cộng hòa Nate Morris, người cũng đã cung cấp hỗ trợ tài chính cho Thượng nghị sĩ Rand Paul.
Vance chính thức tham gia cuộc đua vào tháng 7 năm 2021; chiến dịch đầu tiên của ông cho chức vụ công. Vào ngày 3 tháng 5 năm 2022, ông đã giành chiến thắng trong cuộc bầu cử sơ bộ của Đảng Cộng hòa với 32% số phiếu bầu, đánh bại nhiều ứng cử viên, bao gồm Josh Mandel (23%) và Matt Dolan (22%). Trong cuộc tổng tuyển cử vào ngày 8 tháng 11, Vance đã đánh bại ứng cử viên của Đảng Dân chủ Tim Ryan với 53% số phiếu bầu so với 47% của Ryan.

### Nhiệm kỳ
Vào ngày 3 tháng 1 năm 2023, Vance đã tuyên thệ nhậm chức tại Thượng viện Hoa Kỳ, với tư cách là thành viên của Quốc hội Hoa Kỳ khóa 118. Ông là thượng nghị sĩ Hoa Kỳ đầu tiên đến từ Ohio không có kinh nghiệm làm việc trong chính phủ kể từ John Glenn, người nhậm chức vào năm 1974.
Vance bị chỉ trích vì phản ứng chậm trễ của ông đối với vụ trật bánh tàu hỏa năm 2023 ở East Palestine, Ohio. Văn phòng của ông đã đưa ra một tuyên bố chính thức vào ngày 13 tháng 2 năm 2023, mười ngày sau vụ trật bánh. Vance và những người khác phản bác rằng ông đã đăng tweet về vụ trật bánh một ngày sau khi nó xảy ra.
Vào ngày 26 tháng 2 năm 2023, Vance đã viết một bài xã luận trên tờ The Washington Post, ủng hộ việc cung cấp các khoản tiền theo kiểu PPP cho những người bị ảnh hưởng bởi vụ trật bánh, một số thượng nghị sĩ Đảng Cộng hòa đã chỉ trích.  Vào ngày 1 tháng 3 năm 2023, Vance, Brown và các Thượng nghị sĩ John Fetterman, Bob Casey, Josh Hawley và Marco Rubio đã đề xuất luật lưỡng đảng để ngăn chặn các vụ trật bánh như vụ ở East Palestine.
Vào tháng 6 năm 2023, Vance là một trong 31 Thượng nghị sĩ Cộng hòa bỏ phiếu chống lại việc thông qua Đạo luật Trách nhiệm Tài chính năm 2023.

## Chiến dịch tranh cử 2024
Vào ngày 31 tháng 1 năm 2023, Vance ủng hộ cựu Tổng thống Donald Trump trong cuộc bầu cử sơ bộ tổng thống Đảng Cộng hòa 2024. Trump đã tham dự một bữa tối gây quỹ riêng trị giá $50.000 Mỹ một người với Vance tại Cincinnati vào ngày 15 tháng 5 năm 2024. Khách mời bao gồm Chris Bortz và nhà gây quỹ của Đảng Cộng hòa Nate Morris. Ông đã xuất hiện trong các sự kiện chính trị bảo thủ quan trọng và được mô tả là một ứng cử viên tiềm năng vào tháng 6 năm đó.
Vào ngày 15 tháng 7 năm 2024, trong sự kiện Đại hội toàn quốc Đảng Cộng hòa 2024, Trump thông báo rằng ông đã chọn Vance làm người bạn đồng hành tranh cử của mình thông qua một bài đăng trên Truth Social. David A. Graham của The Atlantic đã lưu ý về sự lựa chọn của Vance:
Tiếng Anh (gốc): Vance brings youth and intellect to the Republican ticket. He could also strengthen the ticket in the upper Midwest, which Joe Biden must win to be reelected (although Ohio is expected to be a safe Republican state). Unlike Trump, he is a military veteran and a real product of the working class.

Tiếng Việt (được dịch): Vance mang lại tuổi trẻ và trí tuệ cho lá phiếu của Đảng Cộng hòa. Ông cũng có thể củng cố lá phiếu ở vùng Trung Tây phía trên, nơi Joe Biden phải giành chiến thắng để được tái đắc cử (mặc dù Ohio được kỳ vọng là một tiểu bang an toàn của Đảng Cộng hòa). Không giống như Trump, ông là một cựu chiến binh và là sản phẩm thực sự của tầng lớp lao động.— David A. Graham